# Dane DiLiegro
Dane Robert DiLiegro (Lexington, Massachusetts, 6 de agosto de 1988) es un actor y exjugador de baloncesto estadounidense nacionalizado italiano. Jugó profesionalmente en equipos de Italia e Israel. Con 2,05 metros de estatura, se desempeñaba en la posición de pívot. Como actor ha aparecido en producciones televisivas y cinematográficas, usualmente interpretando bajo disfraz a personajes extravagantes.  

## Trayectoria deportiva

### Universidad
Jugó cuatro temporadas con los Wildcats de la Universidad de New Hampshire, en las que promedió 6,9 puntos y 7,4 rebotes por partido.

### Profesional
Tras no ser elegido en el Draft de la NBA de 2014, firmó su primer contrato profesional con el Assi Basket Ostuni de la Legadue italiana, donde jugó una temporada en la que promedió 9,1 puntos y 7,1 rebotes por partido.
En julio de 2012 firmó contrato con el Dinamo Basket Sassari de la Lega Basket Serie A, la máxima categoría del baloncesto transalpino. donde jugó una temporada como suplente, promediando 2,3 puntos y 1,6 rebotes por partido. Al año siguiente fichó por el Pallacanestro Trieste de la efímera Divisione Nazionale A Gold, donde jugó una temporada como titular, promediando 12,2 puntos y 8,4 rebotes por encuentro.
En agosto de 2014 deja Italia para fichar por el equipo israelí del Hapoel Gilboa Galil Elyon, pero solo disputó dos partidos, siendo cortado nada más comenzar la temporada. No volvió a jugar hasta la pretemporada de 2015, en la que fichó por el Mens Sana Siena de la Legadue Gold, donde en su única temporada promedió 12,5 puntos y 10,2 rebotes por partido.
En julio de 2016 firmó con la Scaligera Basket Verona de la Serie A2, donde completó la temporada con unos promedios de 7,9 puntos y 5,3 rebotes por partido.

## Trayectoria artística
En 2019, tras retirarse del baloncesto profesional, DiLiegro fue invitado a trabajar como doble de luces en la filmación de la película Free Guy. Esa experiencia lo motivó a proseguir una carrera como actor, por lo que empezó a audicionar para papeles hasta que —gracias a sus contactos con el estudio de efectos especiales Legacy Effects— consiguió interpretar al monstruo Protein en la serie surcoreana Sweet Home. Posteriormente apareció en un comercial de Xbox caracterizado como el personaje de Master Chief, y en los videoclips de las canciones "Blackout" de Mothica y "Get into it (Yuh)" de Doja Cat interpretando, respectivamente, a un demonio y a un extraterrestre.
Su papel más reconocido fue el de Depredador en la película Prey de 2022, precuela de las otras cuatro películas anteriores de la franquicia. 
Asimismo ha aparecido en las películas Guardianes de la Galaxia vol. 3 —donde interpreta a un pulpo alienígena de aspecto humanoide— y en Monsters of California —donde interpreta a Pie Grande—, como también en las series de televisión The Walking Dead, Side Hustle, American Horror Stories, That Girl Lay Lay y The Quest entre otras.

### Filmografía
| Año  | Título                          | Personaje        | Tipo                              |
| ---- | ------------------------------- | ---------------- | --------------------------------- |
| 2020 | Sweet Home                      | Protein          | Serie de televisión (2 episodios) |
| 2020 | The Walking Dead                | Zombie           | Serie de televisión (1 episodio)  |
| 2021 | Side Hustle                     | Zeke             | Serie de televisión (1 episodio)  |
| 2021 | American Horror Stories         | Ba'al            | Serie de televisión (2 episodios) |
| 2022 | The Quest                       | Dragior          | Serie de televisión (1 episodio)  |
| 2022 | Prey                            | Depredador       | Película                          |
| 2023 | That Girl Lay Lay               | Kevin            | Serie de televisión (1 episodio)  |
| 2023 | Guardianes de la Galaxia vol. 3 | Pulpo alienígena | Película                          |
| 2023 | Monsters of California          | Pie Grande       | Película                          |
| 2023 | Stay Out                        | Graham           | Película                          |
| 2024 | Imaginary                       | Oso Chauncey     | Película                          |